# Danh sách tập phim Adventure Time
Adventure Time là bộ phim hoạt hình Mỹ của tác giả Pendleton Ward sản xuất và công chiếu trên kênh Cartoon Network. Phim kể về cuộc phiêu lưu của cậu bé loài người Finn (lồng tiếng bởi Jeremy Shada), cùng người bạn thân và cũng là anh trai nuôi Jake (John DiMaggio), một chú chó phép thuật có thể biến hình và biến lớn và thu nhỏ theo ý muốn. Finn và Jake ở cùng nhau tại xứ Ooo thời kỳ hậu tận thế; nơi họ sống chung với nhiều nhân vật khác nhưCông chúa kẹo cao su (Hynden Walch), lãnh đạo tối cao của Vương quốc kẹo (Candy Kingdom) và là một mẩu kẹo cao su có tri giác; Vua Băng (Tom Kenny), một pháp sư bang nhưng thường bị hiểu lầm là mối đe dọa với người khác; Nữ hoàng ma cà rồng Marceline (Olivia Olson), một nữ ma cà rồng đã một ngàn năm tuổi đồng thời là một "con nghiện" nhạc Rock; Công chúa bướu (Pendleton Ward), một công chúa đỏng đảnh luôn bi kịch hóa mọi thứ lên làm từ "một cục bướu"; BMO (Niki Yang), một robot có tri giác mang hình dạng máy chơi điện tử cầm tay sống chung với Finn cùng Jake; và Công chúa Lửa (Jessica DiCicco), một nguyên tố lửa và là người cai trị Vương quốc lửa (Fire Kingdom). Tập pilot lần đầu phát sóng năm 2007 trên kênh Nicktoons, và sau đó được chiếu lại như 1 tập trong bộ phim Random! Cartoons. Tập pilot được đưa lên mạng và trở thành một hiện tượng trên YouTube. Sau khi Nickelodeon từ chối chuyển thể tập phim ngắn này thành loạt phim dài tập, Cartoon Network đã mua bản quyền, và Adventure Time phát sóng ở định dạng phim hoạt hình nhiều tập từ ngày 5 tháng 4 năm 2010. The series concluded its eight-year and ten-season run on ngày 3 tháng 9 năm 2018. Vào ngày 23 tháng 10 năm 2019, thông báo chính thức về 4 tập đặc biệt được đưa ra, gọi chung là Adventure Time: Distant Lands, các tập này sẽ chiếu trên kênh HBO Max từ ngày 25 tháng 6 năm 2020.
Mỗi tập Adventure Time dài khoảng 11 phút; hai tập liên tiếp được phát sóng để lấp đầy khung thời gian nửa tiếng trên truyền hình. Trong 5 màu đầu tiên, chương trình phát sóng vào mỗi tối thứ Hai. Tuy nhiên, bắt đầu với tập phim "Breezy" ở mùa 6, bộ phim bắt đầu đổi khung giờ và thời gian chiếu trong tuần. Từ khi ra mắt, Adventure Time được xem là một thành công của Cartoon Network, với tập phim được đánh giá cao nhất thu hút tới hơn 3 triệu lượt xem. Phim nhận nhiều đánh giá tích cực từ các nhà phê bình và đã xây dựng cho mình lượng lớn người hâm mộ từ thanh thiếu niên cho đến người trưởng thành, đa số đều bị hấp dẫn bởi phần đồ họa, cốt truyện, và nhân vật của phim. Adventure Time đã thắng 3 giải Annie, 8 giải Primetime Emmy, 2 British Academy Children's Award, giải Motion Picture Sound Editors, giải Pixel, giải Peabody, cùng giải Kerrang!. Phim còn nhận 3 đề cử ở giải Critics' Choice Television, hai giải Annecy Festival, giải TCA, và giải Sundance Film Festival, cùng nhiều giải thưởng khác. Tại Mỹ, nhiều bộ DVD tổng hợp ngẫu nhiên các tập phim được phát hành; thêm vào đó, toàn bộ các mùa đều được bán tại khi vực Bắc Mỹ ở định dạng DVD và mùa 1 tới mùa 6 ở định dạng Blu-ray. Định dạng Blu-ray của bộ phim được phát hành duy nhất ở Úc.Một bộ box set bao gồm toàn bộ các tập phim ở định dạng DVD phát hành ở Bắc Mỹ vào ngày 30 tháng 4 năm 2019. Trong thời gian công chiếu, Adventure Time do Cartoon Network Studios cùng Frederator Studios đồng sản xuất.

## Tổng quan
| Mùa | Mùa           | Số tập | Số tập | Phát sóng gốc        | Phát sóng gốc        |
| Mùa | Mùa           | Số tập | Số tập | Phát sóng lần đầu    | Phát sóng lần cuối   |
| --- | ------------- | ------ | ------ | -------------------- | -------------------- |
|     | 1             | 26     | 26     | 5 tháng 4 năm 2010   | 27 tháng 9 năm 2010  |
|     | 2             | 26     | 26     | 11 tháng 10 năm 2010 | 9 tháng 5 năm 2011   |
|     | 3             | 26     | 26     | 11 tháng 7 năm 2011  | 13 tháng 2 năm 2012  |
|     | 4             | 26     | 26     | 2 tháng 4 năm 2012   | 22 tháng 10 năm 2012 |
|     | 5             | 52     | 52     | 12 tháng 11 năm 2012 | 17 tháng 3 năm 2014  |
|     | 6             | 43     | 43     | 21 tháng 4 năm 2014  | 5 tháng 6 năm 2015   |
|     | 7             | 26     | 26     | 2 tháng 11 năm 2015  | 19 tháng 3 năm 2016  |
|     | 8             | 27     | 27     | 26 tháng 3 năm 2016  | 2 tháng 2 năm 2017   |
|     | 9             | 14     | 14     | 21 tháng 4 năm 2017  | 21 tháng 7 năm 2017  |
|     | 10            | 16     | 16     | 17 tháng 9 năm 2017  | 3 tháng 9 năm 2018   |
|     | Distant Lands | 4      | 4      | 25 tháng 6 năm 2020  | TBA                  |

## Tập phim

### Pilot (2007)
| Tiêu đề                                                                                     | Đạo diễn                                         | Kịch bản       | Ngày phát hành gốc  |
| ------------------------------------------------------------------------------------------- | ------------------------------------------------ | -------------- | ------------------- |
| "Adventure Time"                                                                            | Larry Leichliter, Hugo Morales, & Pendleton Ward | Pendleton Ward | 11 tháng 1 năm 2007 |
| Pen (sau này đổi thành Finn) cùng Jake giải cứu Công chúa kẹo cao su khỏi tay của Vua băng. |                                                  |                |                     |

### Mùa 1 (2010)
| TT. tổng thể | TT. trong mùa phim | Tiêu đề | Đạo diễn | Biên kịch | Ngày phát hành gốc | Mã sản xuất |
| ------------ | ------------------ | ------- | -------- | --------- | ------------------ | ----------- |

### Mùa 2 (2010–11)
Adventure Time (mùa 2)
| Tiêu đề | Đạo diễn                                       | Kịch bản                         | Ngày phát hành gốc   |
| --- | ---------------------------------------------- | -------------------------------- | -------------------- |
| "Lòng trung thành với nhà vua (Loyalty to the King)"                                                                   | Larry Leichliter, Patrick McHale               | Kent Osbone, Somvilay Xayaphone  | 25 tháng 10 năm 2010 |
| Vua băng cùng bắt vóc các công chúa với lòng ông ấy. Nhưng Finn và Jake giúp đỡ với các sự lòng trung thành của ông ta |                                                |                                  |                      |
| "Cậu bé má đỏ (Blood Under The Skin)"                                                                                  | Larry Leichliter, Patrick McHale               | Cole Sanchez, Benton Corror      | 11 tháng 10 năm 2010 |
| "Cuộc đến từ trong cơn ác mộng (It Came From The Nightophere)"                                                         | Larry Leichliter, Patrick McHale               | Adam Muto, Rebecca Sugar         | 11 tháng 10 năm 2010 |
| "The Eye (Con mắt)" | Larry Leichliter, Patrick McHale, Cole Sandrez | Kent Osbone, Somvilay Xayaphone  | 18 tháng 10 năm 2010 |
| "Kể câu chuyện (Storytelling)"                                                                                         | Larry Leichliter, Patrick McHale, Cole Sandrez | Ako Castuera, Tom Hepich         | 25 tháng 10 năm 2010 |
| "Tình yêu của con ốc sên (Slow Love)"                                                                                  | Larry Leichliter, Patrick McHale, Cole Sandrez | Cole Sanchez, Benton Corror      | 1 tháng 11 năm 2010  |
| "Chú Chó Mạnh Mẽ (Power Animal)"                                                                                       | Larry Leichliter, Patrick McHale, Cole Sandrez | Adam Muto, Rebecca Sugar         | 8 tháng 11 năm 2010  |
| "Sức mạnh của đá quý (Crystals have Power)"                                                                            | Larry Leichliter, Patrick McHale, Cole Sandrez | Cole Sanchez, Jessie Moynihan    | 15 tháng 11 năm 2010 |
| "Cha Mẹ của Kỳ Lân (Her Parents)"                                                                                      | Larry Leichliter, Patrick McHale, Cole Sandrez | Ako Castuera, Tom Hepich         | 24 tháng 1 năm 2011  |
| "Để cắt tóc cho cô ấy (To Woman Cut The Hair)"                                                                         | Larry Leichliter, Patrick McHale, Cole Sandrez | Kent Osbone, Somvilay Xayaphone  | 29 tháng 11 năm 2010 |
| "Căn Phòng gươm của Băng Giá (The Chamber of Frozen Blades)"                                                           | Larry Leichliter, Patrick McHale, Cole Sandrez | Adam Muto, Rebecca Sugar         | 10 tháng 1 năm 2011  |
| "Chiếc bánh của hoàng gia (The Other Tarts)"                                                                           | Larry Leichliter, Patrick McHale, Cole Sandrez | Ako Castuera, Tom Hepich         | 3 tháng 1 năm 2011   |
| "Quả đậu (The Pods)"                                                                                                   | Larry Leichliter, Patrick McHale, Cole Sandrez | Kent Osbone, Somvilay Xayaphone  | 31 tháng 1 năm 2011  |
| "Đức vua yên tĩnh (The Silent King)"                                                                                   | Larry Leichliter, Patrick McHale, Cole Sandrez | Cole Sanchez, Jessie Moynihan    | 7 tháng 2 năm 2011   |
| "Con người thật của bạn (The Real You)"                                                                                | Larry Leichliter, Patrick McHale, Cole Sandrez | Adam Muto, Rebecca Sugar         | 14 tháng 2 năm 2011  |
| "Chế chở với ánh sáng (Guardian of the Sunshine)"                                                                      | Larry Leichliter, Patrick McHale, Cole Sandrez | Ako Castueral, Tom Hepich        | 21 tháng 2 năm 2011  |
| "Cây hoa bất tỉnh (The Death in Bloom)"                                                                                | Larry Leichliter, Patrick McHale, Cole Sandrez | Cole Sanchez, Jessie Moynihan    | 28 tháng 2 năm 2011  |
| "Susan Mạnh Mẽ (Susan Strong)"                                                                                         | Larry Leichliter, Patrick McHale, Cole Sandrez | Adam Muto, Rebecca Sugar         | 7 tháng 3 năm 2011   |
| "Chiếc Tàu bí ẩn (The Mystery Train)"                                                                                  | Larry Leichliter, Patrick McHale, Cole Sandrez | Kent Osbone, Somvilay Xayaphone  | 14 tháng 3 năm 2011  |
| "Hãy đi với tôi (Go With Me)"                                                                                          | Larry Leichliter, Patrick McHale, Cole Sandrez | Ako Castueral, Tom Hepich        | 28 tháng 3 năm 2011  |
| "Những chú gấu ở trong bụng của quái vật (Belly of the Beast)"                                                         | Larry Leichliter, Patrick McHale, Cole Sandrez | Kent Osbone, Somvilay Xayaphone  | 4 tháng 4 năm 2011   |
| "Giới hạn (The Limit)"                                                                                                 | Larry Leichliter, Patrick McHale, Cole Sandrez | Cole Sanchez, Jessie Moynihan    | 11 tháng 4 năm 2011  |
| "Làm quay phim (Video Makers)"                                                                                         | Larry Leichliter, Patrick McHale, Cole Sandrez | Kent Osbone, Somvilay Xayaphone, | 18 tháng 4 năm 2011  |
| "Ký hiệp Nóng (Heat Signature)"                                                                                        | Larry Leichliter, Patrick McHale, Cole Sandrez | Ako Castueral, Tom Hepich        | 9 tháng 5 năm 2011   |
| "Cuộc chiến sinh tử (This Mortal Folly)(Phần 1)"                                                                       | Larry Leichliter, Patrick McHale, Cole Sandrez | Adam Muto, Rebecca Sugar         | 2 tháng 5 năm 2011   |
| "Cuộc chiến lập lại (Mortal Recoil)(Phần 2)"                                                                           | Larry Leichliter, Patrick McHale, Cole Sandrez | Cole Sanchez, Jessie Moynihan    | 2 tháng 5 năm 2011   |

### Mùa 3 (2011–12)
Adventure Time (mùa 3)

### Mùa 4 (2012)
Adventure Time (mùa 4)

### Mùa 5 (2012–14)
Adventure Time (mùa 5)

### Mùa 6 (2014–15)
Adventure Time (mùa 6)

### Mùa 7 (2015–16)
Adventure Time (mùa 7)

### Mùa 8 (2018-17)
Advendture Time (mùa 8)

### Mùa 9 (2017)
Advendture Time (mùa 9)

### Mùa 10 (2017-18)
Advendture Time (mùa 10)